# Youcat
Youcat is een catechismus voor jongeren en vormt de basis voor de jongerenpastoraal in de Katholieke Kerk. Dit werk uit 2011 verscheen gelijktijdig in dertien talen tijdens de Wereldjongerendagen in Madrid. De Nederlandstalige versie wordt gepubliceerd door uitgeverij Lannoo en is ook verkrijgbaar als e-book.
Aan deze publicatie hebben pedagogen, theologen, religieuzen en jongeren gedurende vier jaar gewerkt. De teksten van deze moderne catechismus zijn ontleend aan de Catechismus van de Katholieke Kerk (1997) maar worden in vraag en antwoordvorm gesteld in de taal van jongeren. Het initiatief voor Youcat werd genomen in de Duitstalige landen, onder patronaat van Christoph kardinaal Schönborn, de aartsbisschop van Wenen. Jongeren kregen de kans eigen vragen voor te leggen en konden ook opmerkingen maken over de begrijpelijkheid van de teksten. Het geheel wordt geïllustreerd met kleurenfoto’s.
Paus Benedictus XVI schreef het voorwoord. Daarin spoort hij de jongeren aan de Catechismus van de Katholieke Kerk te leren kennen. Het boek telt net als de eigenlijke Catechismus van de Katholieke Kerk vier delen: wat katholieken geloven - hoe katholieken de christelijke geheimen vieren – hoe zij in Christus het ware leven vinden – hoe katholieken kunnen bidden.
Anno 2019 waren er meer dan vijf miljoen exemplaren van de Youcat gedrukt.